# Generalbezirk Krim
Il Distretto Generale di Crimea (in tedesco Generalbezirk Krim, in russo Генеральный округ Крыма?) è stato un'autorità governativa istituita dalla Germania nazista durante la seconda guerra mondiale per amministrare i territori occupati della Crimea. Il maggio del 1944, con la riannessione ai territori russi, l'amministrazione cessò di esistere.